# Zaireichthys camerunensis
Zaireichthys camerunensis är en fiskart som först beskrevs av Jacques Daget och Stauch, 1963.  Zaireichthys camerunensis ingår i släktet Zaireichthys och familjen Amphiliidae. IUCN kategoriserar arten globalt som otillräckligt studerad. Inga underarter finns listade i Catalogue of Life.